# Obchodní centrum Atrium (Hradec Králové)
 Obchodní centrum Atrium je obchodní centrum na adrese Dukelská třída 1713/7 na Pražském Předměstí v Hradci Králové. Druhá část OC Atria, kde byl dříve OD Tesco, se otevřela v roce 2021.[zdroj?]

## Stavební popis
V původním návrhu byl objekt navržen jako kompaktní stavba, zastavující celý prostor u OD TESCO. Objekt měl 3 komerční podlaží, parking byl situován do suterénu, hlavní centrální prostor - atrium - byl propojen pasážemi do čtyř hlavních komunikačních směrů.

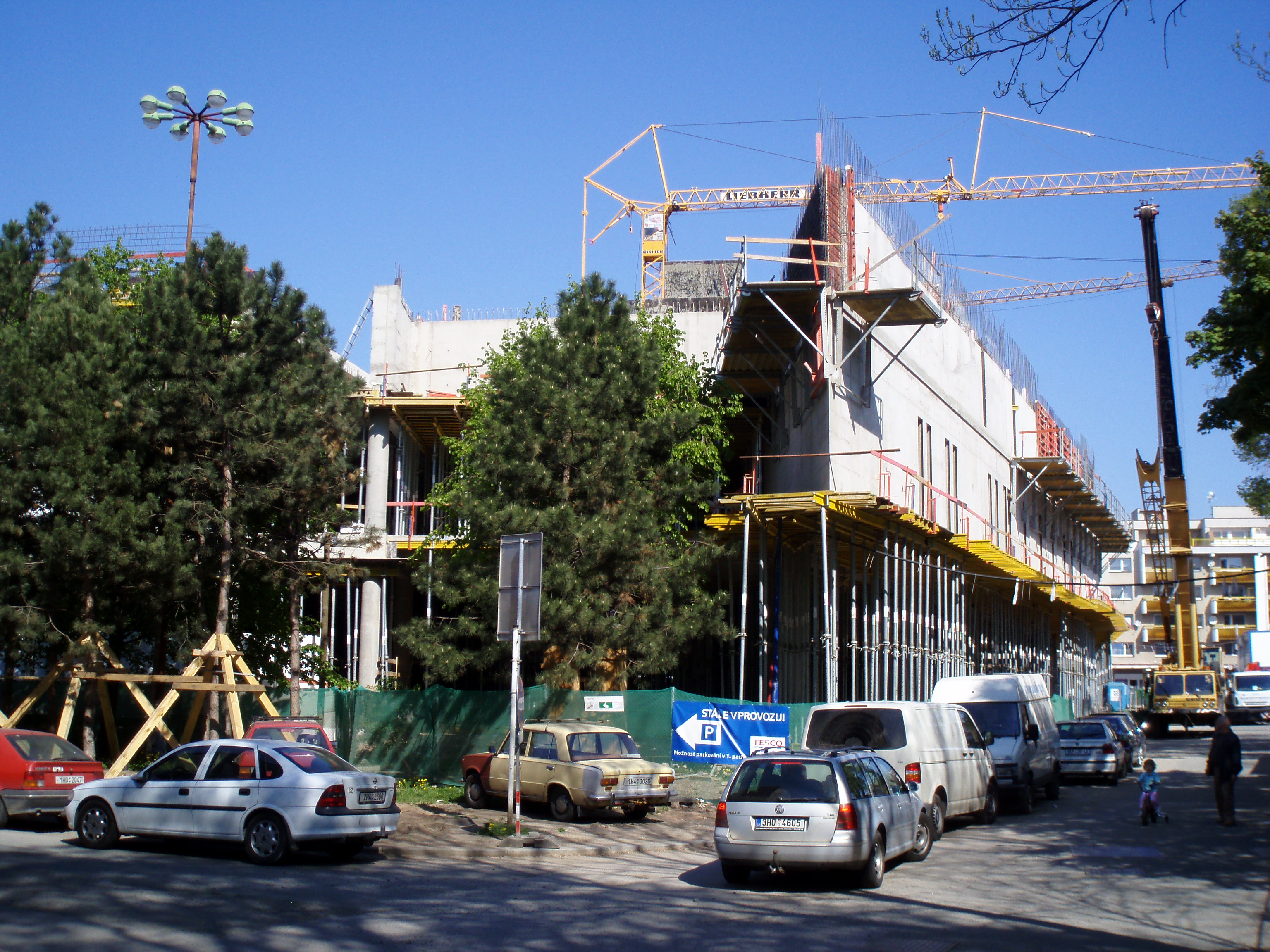
Výstavba OC Atrium

Polyfunkční objekt Atrium je budova s jedním podzemním a čtyřmi nadzemními podlažími v celé ploše půdorysu. V přízemí je situováno tržiště a technické zázemí. 1. a 2. NP jsou komerční prostory, ve 3. NP a na střeše nad ním jsou parkoviště. 4. NP je zredukováno pouze na střešní nástavby. Centrálním prvkem objektu je atrium s proskleným stropem, které je hlavním komunikačním prvkem a je lemováno výkladci jednotlivých komerčních ploch. Veřejný prostor atria je doplněn lavičkami, interiérovými prvky, zelení, dětskými atrakcemi a orientačním systémem. Komunikace podél výkladců v 2. NP atria jsou řešeny jako galerie. Jsou zde také panoramatické osobní výtahy a pojízdné chodníky. Celková komerční plocha je 7 370 m². Ze zdejších nájemců jmenujme: v suterénu - KiK textil a nonfood (vchod zezadu OC Atria ); v přízemí - PEPCO, Pompo, CK FISCHER, Deichmann, kavárnu CrossCafe (od 1. září 2015), Tipsport, Eiffel Optic, Tescoma, dm drogerie markt; v 1. patře - kavárnu Lapassion, GATE, CCC boty, Elstak, Knihy Dobrovský, Elvia pro, Fotolab, Innogy, Takko Fashion aj.
Hlavním estetickým prvkem na celé stavbě je výrazná a neobvyklá fasáda, jež obdržela jednu z cen v soutěži Fasáda roku 2009 a na níž byla použita společností Krušnohorská stavební nezvyklá konstrukce složená z kontaktního zateplení Baumit KERA Mineral a obkladových keramických pásků Feldhaus Klinker. Zajímavý doplněk navíc tvoří nerezové pásy připevněné na fasádě připomínající čárový kód. Výstavbu prováděla Krušnohorská stavební společnost.

## Historie
Investorem stavby byla společnost Amádeus Real s. r. o., Praha, projektantem Architektonické sdružení STUDIO HANGÁR, Ing. arch. Antonín Juštík a Ing. Vladimír Tůma navrhli obchodní prostor a zhotovitelem Krušnohorská stavební s. r. o., Merklín. Výstavba objektu probíhala od září 2008 do října 2009 a obchodní centrum se slavnostně otevřelo 12. listopadu 2009.